# آرمن آلاوردیان
آرمن لیتوینی آلاوردیان (ارمنی: Արմեն Լիտվինի Ալավերդյան؛  زادهٔ ۹ اکتبر ۱۹۵۸) اقتصاددان اهل ارمنستان است.

## زندگی‌نامه
وی در ۹ اکتبر ۱۹۵۸ در [[]] به دنیا آمد و از دانشگاه دولتی اقتصاد ارمنستان فارغ‌التحصیل گشت. همچنین برندهٔ جوایزی همچون نشان آنانیا شیراکاتسی شده‌است.